# フランクリン・スースリー
フランクリン・スースリー(英語: Franklin Sousley、1925年9月19日 - 1945年3月21日)は、アメリカ海兵隊の軍人。硫黄島の戦いで擂鉢山に星条旗を掲げた6人の兵士の1人である。

## 経歴
1925年9月19日、フランクリン・スースリー（以下「スースリー」と言う）はケンタッキー州ヒルトップの農家に生まれる。スースリー家は3歳の時に兄、9歳の時に父を失い、母と妹と3人家族となる。そのため生活は厳しく、スースリーは1942年に高校を卒業するとオハイオ州デイトンの工場に就職している。1944年1月、スースリーのもとに陸軍から召集令状に届くが、スースリーは陸軍には入らず海兵隊を志願した。

## 硫黄島の戦い
1944年1月5日に海兵隊に入隊。スースリーは第5海兵師団所属となった。3月から半年間ペンドルトン基地で訓練を行い、部隊は9月19日にサン・ディエゴを出港する。10月にハワイ島のタラワ基地に到着して、ここで更に実戦的な訓練を行った。
1945年1月、スースリーの部隊は硫黄島の戦いに参加すべくタラワ基地を出発した。途中のテニアン島で上陸演習を行った後、2月19日にスースリーは硫黄島に上陸を果たす。上陸から3日後の1945年2月23日に
アイラ・ヘイズ、マイク・ストランク、ハロルド・シュルツ、ハーロン・ブロック、ハロルド・ケラーの5名（氏名は2019年10月までの訂正後のもの）と共に硫黄島南部の擂鉢山山頂に星条旗を掲げた。

## 戦死
1945年3月21日午後2時半、スースリーは日本軍の狙撃手に背後から銃撃された。スースリーは自分の背中を叩いてからその場に倒れ、近くの戦友に「ひどくはない。何も感じないからな」"Not bad, I can't feel a thing." と答えたが、そのまま意識を失い死亡した。中隊が硫黄島を離れる5日前の出来事であった。
スースリーの遺体は一旦は硫黄島の共同墓地に埋葬されたが、のちに本国に移され、1947年5月8日に故郷の墓地に埋葬された。

## フランクリン・スースリーを演じた俳優
- ジョセフ・クロス『父親たちの星条旗』（2006年）

## 脚註
1. ↑  『硫黄島の星条旗』、pp402